# Światowe Dni Młodzieży 2008
23. Światowe Dni Młodzieży – spotkanie młodych katolików, które odbyło się w Sydney, w Australii w dniach 10–20 lipca 2008 roku. ŚDM 2008 było celem podróży apostolskiej papieża Benedykta XVI do Australii.

## Przygotowania
Hasłem spotkania był cytat:

Gdy Duch Święty zstąpi na was, otrzymacie Jego moc i będziecie moimi świadkami. (Dz 1,8)

. 10 etapów przygotowania duchowego, zawartego w biuletynach "Święto Młodych trwa bez końca". Od lipca 2007 roku po diecezjach Australii wędrował Krzyż Światowych Dni Młodzieży oraz obraz Marii z Dzieciątkiem.
Hymn XXIII ŚDM – "Receive the power" ("Przyjmij moc") wykonał zwycięzca pierwszej edycji australijskiego Idola, Guy Sebastian. Droga Krzyżowa w Sydney została skrócona o sześć stacji, gdyż biskup Anthony Fisher obawiał się, że odtworzenie Pasji Chrystusa może wzbudzić antysemickie resentymenty.

## Program
- 10–14 lipca – udział młodzieży w spotkaniach w diecezjach Australii,
- 14 lipca – rejestracja uczestników w Sydney
- 15 lipca – otwarcie uroczystości – msza koncelebrowana przez arcybiskupa Sydney George'a Pella
- 16-18 lipca – katechezy, spotkania, koncerty itp.
- 17 lipca – przybycie papieża
- 18 lipca – Droga krzyżowa ulicami miasta
- 19 lipca – spotkanie młodzieży z papieżem zakończone mszą na Randwick Racecourse
- 20 lipca – Uroczysta msza koncelebrowana przez Benedykta XVI

## Program pielgrzymki Benedykta XVI do Sydney
Niedziela, 13 lipca. Przylot Benedykta XVI. Pierwsze trzy dni to czas odpoczynku. Papież odpoczywał w domu rekolekcyjnym Opus Dei o nazwie Kenthurst Study Centre, odległym o 30 km od Sydney.
Czwartek, 17 lipca 2008. 7.30 – msza w Domu Arcybiskupim Katedry St. Mary's, Sydney. 9.00 – ceremonia powitania w Government House. 9.30 – przejazd do Mary MacKillop Memorial Chapel. 10.00 – spotkanie z gubernatorem i premierem Australii. 11.05 – przejazd do St. Marys Cathedral House. 14.20 – przejazd na Rose Bay. Aborygeńska ceremonia powitania. 14.45 – rejs statkiem "Sydney 2000" przez Port Jackson do Barangaroo. 15.30 – przybycie do Barangaroo, Ceremonia Powitania i spotkanie z młodzieżą. 16.45 – przejazd papamobile z Barangaroo do St. Mary's Cathedral House.
Piątek, 18 lipca 2008. 7.30 – msza w St. Marys Cathedral House. 9.30 – audiencja prywatna z gubernatorem NSW i premierem NSW, St. Marys Cathedral House. 10.30 – ekumeniczne spotkanie w krypcie katedry. Przemówienie papieża. 11.20 – Spotkanie z liderami innych religii. Kolejne przemówienie Benedykta XVI. 12.30 – obiad z reprezentantami młodzieży. 15.00 – droga krzyżowa. 18.30 – spotkanie z młodzieżą studencką na Uniwersytecie Notre Dame w Sydney.
Sobota, 19 lipca 2008. 9.30 – msza w St Mary's Cathedral dla seminarzystów i wspólnot życia konsekrowanego, konsekracja nowego ołtarza katedralnego. Homilia papieża. 12.15 – obiad z ubogimi i pokrzywdzonymi przez los, St Marys Cathedral House. 18.30 – przejazd na hipodrom w Randwick. 19.00 – wieczorne czuwanie z pielgrzymami Światowych Dni Młodzieży, hipodrom Randwick. 21.30 – powrót do St. Mary's Cathedral House.
Niedziela, 20 lipca 2008. 8.30 – przejazd na heliport w Victoria Barracks. 8.45 – lot helikopterem nad Southern Cross Precint (Centenial Park i hipidrom Randwick). 9.15 – przejazd papamobile z Victoria Barracs na hipodrom Randwick, przejazd między sektorami. 10.00 – msza kończąca XXIII Światowe Dni Młodzieży, Randwick. Homilia papieża. Anioł Pański. 18.00 – spotkanie z benefaktorami i organizatorami XXIII ŚDM w Reception Hall St.Mary's Cathedral House. Przemówienie Benedykta XVI.
Poniedziałek, 21 lipca 2008. 7.00 – msza w kaplicy St. Mary's Cathedral House. 8.45 – przejazd papamobile na Domain i spotkanie z wolontariuszami XXIII ŚDM. Przemówienie papieża. 9.30 – ceremonia pożegnania na międzynarodowym lotnisku Sydney. Przemówienie papieża. 15.00 – odlot do Rzymu.